# Lijnwerkplaats Amsterdam Zaanstraat

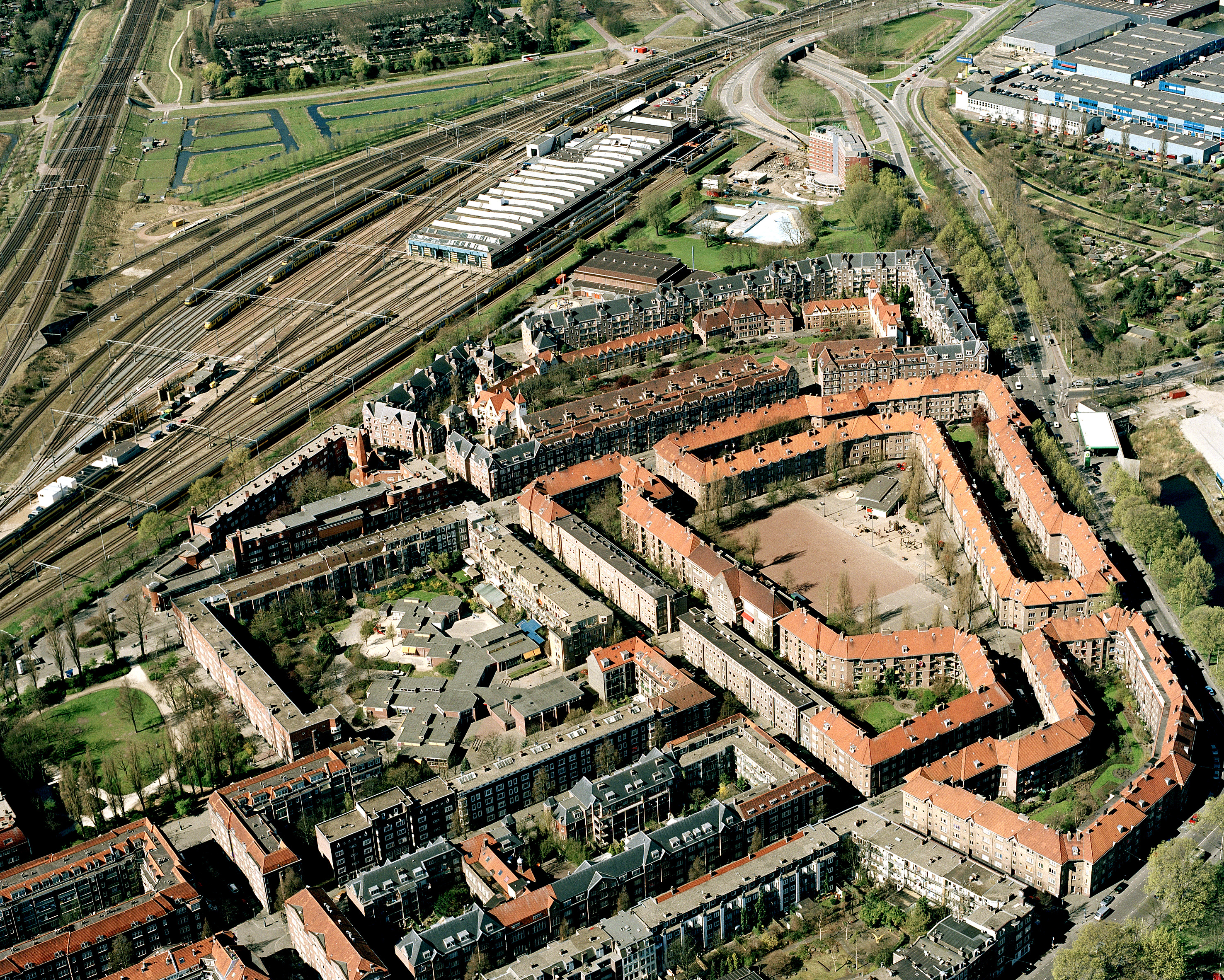
Luchtfoto van de Spaarndammerbuurt, met op de achtergrond het werkplaatscomplex van de Lijnwerkplaats Amsterdam Zaanstraat; circa 2009.

De Lijnwerkplaats Amsterdam Zaanstraat is een onderhoudswerkplaats van de Nederlandse Spoorwegen voor onderhoud aan elektrisch reizigersmaterieel in Amsterdam-West.
Met de komst van het elektrisch buffermaterieel 'Materieel '24' eind jaren twintig / begin jaren dertig is er behoefte aan uitbreiding van de werkplaatscapaciteit. Vanuit Amsterdam werden in 1927 de spoorlijn naar Haarlem en in 1931 de spoorlijn naar Alkmaar geëlektrificeerd. Hiertoe werd aan de noordwestkant van de stad langs de spoorlijn naar Zaandam ter hoogte van de Zaanstraat in de Spaarndammerbuurt in 1932 een onderhoudswerkplaats geopend voor onderhoud aan het elektrische reizigersmaterieel.
In 2007 werd het 75-jarige bestaan gevierd met een open dag. Het werkplaatscomplex bleef in gebruik tot 2009. Door streng winterweer in de jaren daarna werd de werkplaats weer in gebruik genomen voor herstel van defect materieel. Het was nu geen zelfstandige werkplaats meer, maar een filiaal van het revisiebedrijf Haarlem. Vooral dubbeldeksrijtuigen (DDM-1) worden in de jaren daarna nog opgeknapt voordat zij weer in dienst worden gesteld. De werkplaats zal tot medio 2027 open blijven. De gemeente Amsterdam heeft plannen voor woningbouw op dit terrein in het kader van het plan 'Haven-Stad'.